# Dardanija (država)
Dardanija je antička država koja se nalazila na Balkanu, na području današnjeg Kosova, južne Srbije, sjeverozapadnog dijela Makedonije i istočne Albanije. 
Naseljavali su je Dardanci, tračansko-ilirsko pleme. Najveća naselja tadašnjeg doba su: Naissus (Niš), Therranda (Prizren), Vicianum (Vučitrn), Skopi (Skoplje) i glavni grad Damastion.
Dardaniju su osvojili Rimljani 28. godine prije Krista. Prvotno je bila dio rimske provincije Mezije, da bi u vrijeme cara Dioklecijana i sama postala provincijom. 
- Kraljevina Dardanija, 3-1. stoljeće prije Krista.
- Kraljevina Dardanija, 3-1. stoljeće prije Krista.
- Rimska provincija Dardanija, 4 stoljeće.
- Rimska provincija Dardanija u kasnom Rimskom Carstvu.
- Bizantijska provincija Dardanija, 6 stoljeće.